# Инари
Инари је највеће језеро северне Финске, у финском делу Лапоније. Припада арктичком климатском појасу. Надморска висина му је 114 м. а максимална дубина 60 м. Језерска вода је испунила најнижи део простране потолине, која је са јужне и западне стране затворена. Са северне и североисточне стране језеро је отворено и изложено утицају поларне климе. Као остала финска језера, има разуђену обалу са много малих острва. Према неким подацима, број острва је 3.000.
Површина језера је 1.000 км². Језеро Инари је дугачко око 80 км. Има велики слив са много притока од којих су највеће Ивало и Јоен. Језеро је проточно јер има отоку Патсојоки. Пасвик истиче на источној страни језера која се после 125 км тока улива у Баренцово море.
Због ниских температура на северу, језеро Инари је залеђено од новембра до априла. Иако се лети лед отопи температура воде је ниска. Околина језера је слабо насељена. Једино мало место на југозапаној обали је насеље Инари.
Температура ваздуха је 205 дана годишње испод нуле. Лапонци из приобаља га сматрају светим језером, а суседни Швеђани називају га Енаре.

## Галерија
- Инари 1. август 1978
- Инари јула 2006